# 트라웃
트라웃(Las truchas, Trout)은 스페인에서 제작된 조시 루이스 가르시아 산체즈 감독의 1978년 영화이다. 헥터 엘터리오 등이 주연으로 출연하였다. 제28회 베를린 국제영화제에서 황금곰상을 수상했다.

## 출연

### 주연
- 헥터 엘터리오
- 오펠리아 안젤리카
- 카멘 알레발로
- 메리 카릴로